# Мејплвуд (Мисури)
Мејплвуд (енгл. Maplewood) град је у америчкој савезној држави Мисури.

## Демографија
По попису из 2010. године број становника је 8.046, што је 1.182 (-12,8%) становника мање него 2000. године.
| Група             | 2000.         | 2010.         |
| Белци             | 6.922 (75,0%) | 5.783 (71,9%) |
| Афроамериканци    | 1.470 (15,9%) | 1.384 (17,2%) |
| Азијати           | 390 (4,2%)    | 279 (3,5%)    |
| Хиспаноамериканци | 205 (2,2%)    | 307 (3,8%)    |
| Укупно            | 9.228         | 8.046         |